# 311P/PANSTARRS
311P/PANSTARRS (2013 P5) — комета головного пояса або астероїд, виявлений системою телескопів Pan-STARRS 27 серпня 2013 року. Астероїд має радіус близько 240 метрів. Перші знімки, зроблені Pan-STARRS, показали, що об'єкт мав незвичайний зовнішній вигляд: астероїди зазвичай відображаються у вигляді невеликих точок світла, але P/2013 P5 був ідентифікований як нечіткого вигляду об'єкт. Спостереження на космічному телескопі «Габбл» показали, що він має шість кометоподібних хвостів. Кометний зовнішній вигляд призвів до того, що об'єкт раніше ідентифікований як астероїд був названий кометою.